# گلایدررانی
گلایدررانی یا گلایدرسواری (به انگلیسی: Gliding)، یک فعالیت تفریحی و ورزش هوایی رقابتی است که در آن خلبانان هواپیماهای بدون نیرو معروف به گلایدر یا هواپیماهای بادبانی را با استفاده از جریان‌های طبیعی افزایش‌یافته هوا در جو به پرواز درمی‌آورند تا در هوا باقی بمانند. عبارت اوج گرفتن نیز برای این ورزش استفاده می‌شود.
گلایدررانی به عنوان یک ورزش در دهه ۱۹۲۰ آغاز شد. در ابتدا هدف افزایش مدت زمان پروازها بود، اما به زودی خلبانان اقدام به پروازهای بین‌المللی دور از محل پرتاب کردند. بهبود در آیرودینامیک و درک پدیده‌های آب و هوایی باعث شد تا مسافت‌های بیشتری در سرعت‌های متوسط بالاتر باشد. در حال حاضر مسافت‌های طولانی با استفاده از هر یک از منابع اصلی افزایش هوا انجام می‌شود: بالاروی دیواره‌ای ستون گرمایی، حرارت و امواج لی. هنگامی که شرایط مساعد باشد، خلبانان باتجربه اکنون می‌توانند صدها کیلومتر پیش از بازگشت به فرودگاه‌های خود پرواز کنند. پروازهای گاه‌به‌گاه بیش از ۱٬۰۰۰ کیلومتر (۶۲۱ مایل) حاصل می‌شود.
برخی از خلبانان رقابتی در مسابقات در اطراف دوره‌های از پیش تعریف‌شده پرواز می‌کنند. این مسابقات گلایدررانی توانایی خلبانان را برای استفاده بهینه از شرایط آب و هوایی محلی و همچنین مهارت‌های پروازی آنها را آزمایش می‌کند. مسابقات محلی و ملی در بسیاری از کشورها سازماندهی می‌شود و مسابقات جهانی گلایدر دوسالانه برگزار می‌شود. تکنیک‌هایی برای به حداکثر رساندن سرعت گلایدر در حین کار روز در یک مسابقه توسعه داده شده‌است، از جمله سرعت بهینه برای پرواز، ناوبری با استفاده از سامانه موقعیت‌یاب جهانی و حمل بالاست آب. در صورت خراب شدن هوا، خلبانان گاهی توانایی تکمیل یک پرواز برون‌مرزی را ندارند. در نتیجه، آنها ممکن است نیاز به فرود در جای دیگری داشته باشند، شاید در یک میدان، اما خلبانان گلایدر موتوری می‌توانند با روشن کردن موتور از این امر جلوگیری کنند.

## نگارخانه

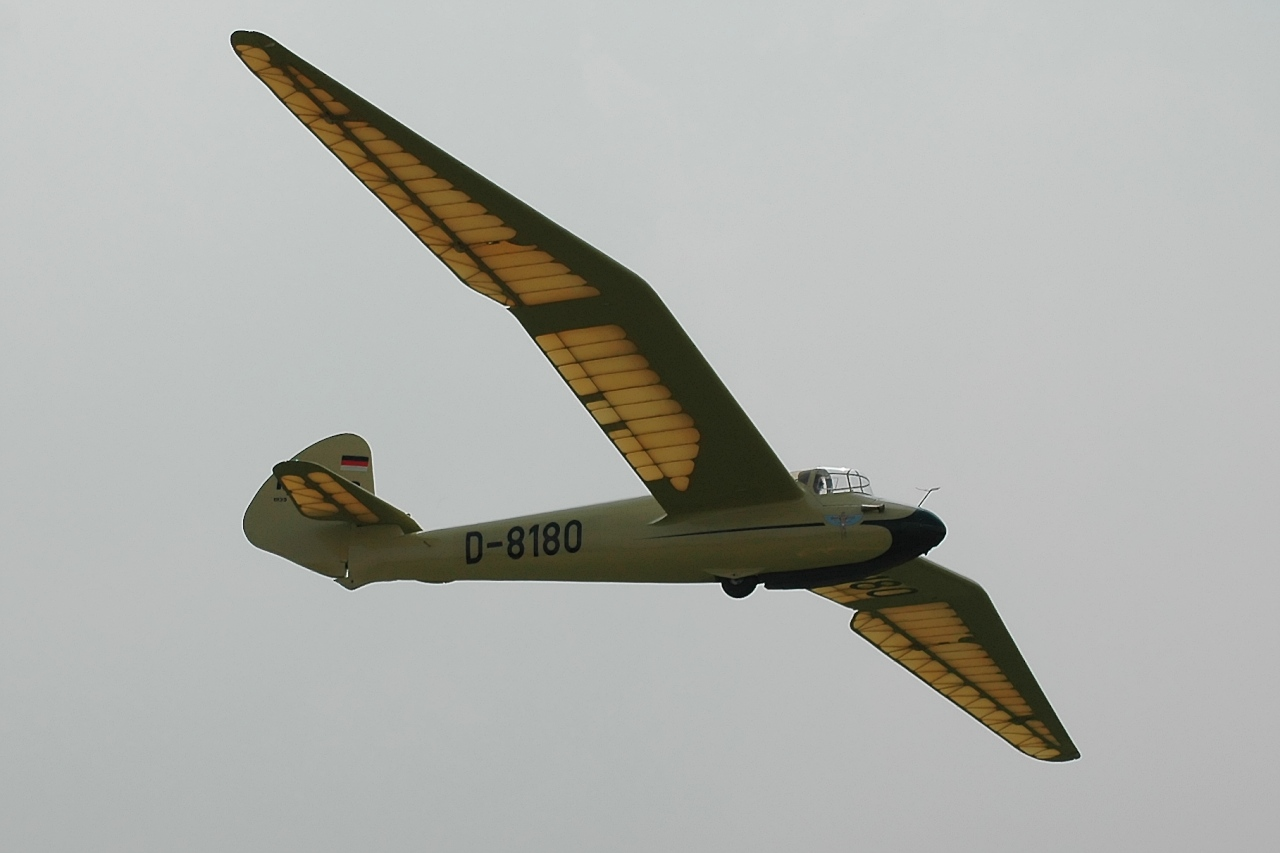
«بال‌کاکایی» Göppingen Gö 3 Minimoa تولیدشده در آلمان از سال ۱۹۳۶
مقطع شماتیک از طریق یک جبهه نسیم دریا. اگر هوای داخل نمناک باشد، کومولوس اغلب قسمت جلویی را مشخص می‌کند.
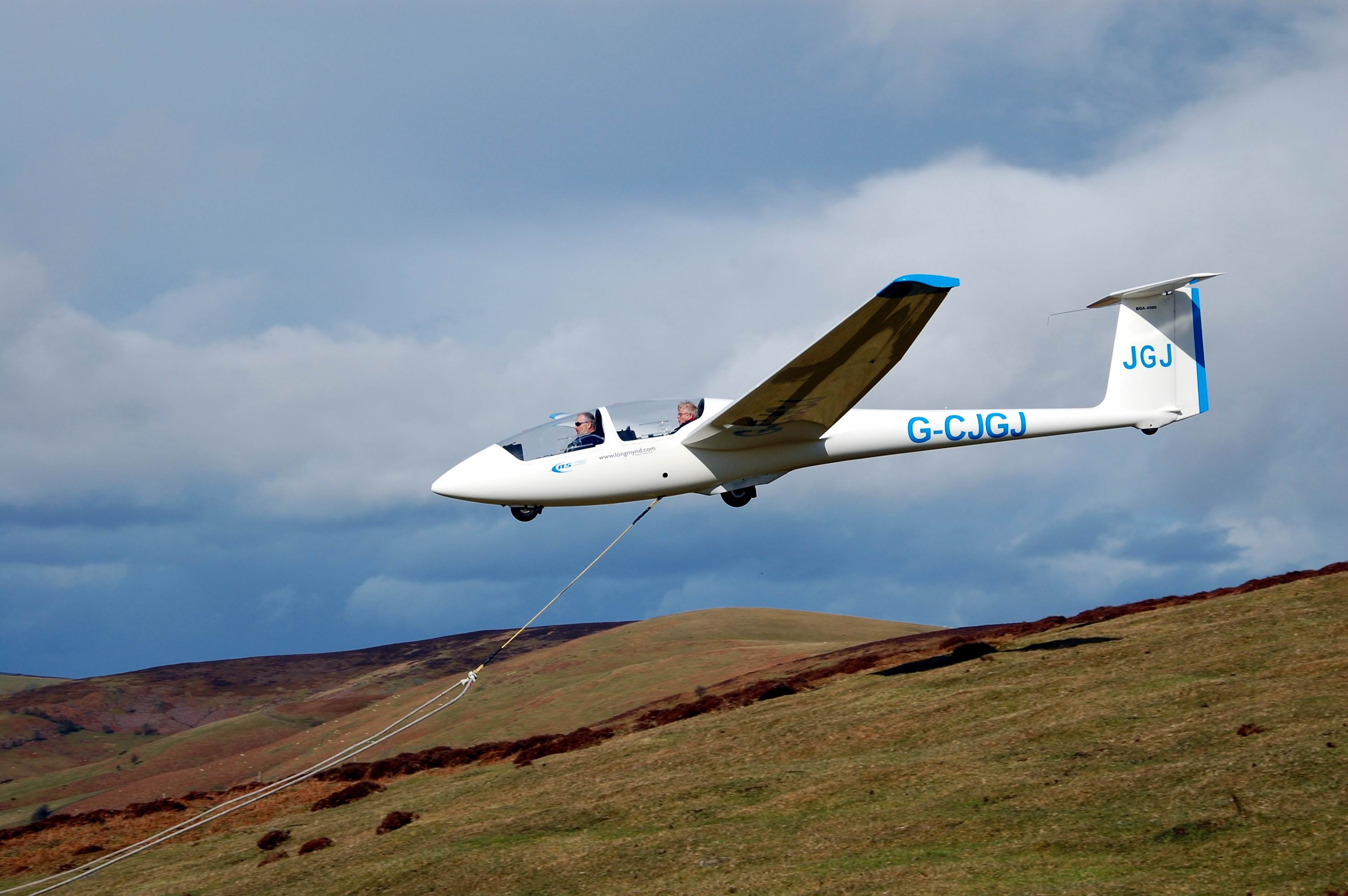
پرتاب بانجی در Long Mynd توسط Midland Gliding Club
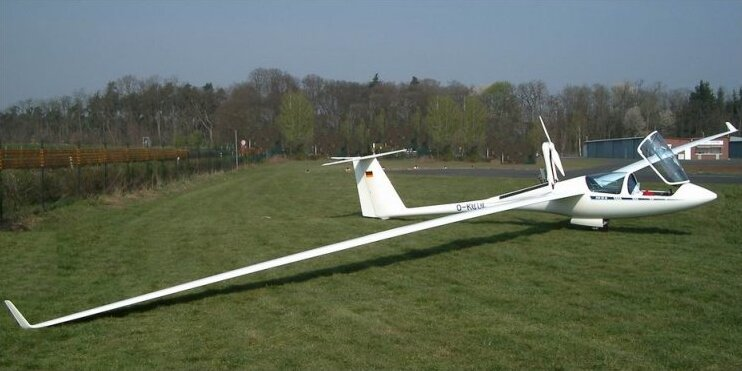
ASH25M - یک گلایدر دوسرنشینه خودپرتاب